# Cryoturris
Cryoturris is een geslacht van weekdieren uit de klasse van de Gastropoda (slakken).

## Soorten
- Cryoturris adamsii (E. A. Smith, 1884)
- Cryoturris cerinella (Dall, 1889)
- Cryoturris citronella (Dall, 1886)
- Cryoturris dianema Woodring, 1928
- Cryoturris edithae (Nowell-Usticke, 1971)
- Cryoturris fargoi McGinty, 1955
- Cryoturris lavalleana (d'Orbigny, 1847)
- Cryoturris quadrilineata (C. B. Adams, 1850)
- Cryoturris trilineata (C. B. Adams, 1845)
- Cryoturris vincula (Nowell-Usticke, 1969)